# 大観峰駅
大観峰駅（だいかんぼうえき）は、富山県中新川郡立山町芦峅寺（あしくらじ）にある、立山黒部貫光の駅とバス停留所（自動車駅）である。同社の立山トンネル電気バスのバス停留所（自動車駅） および立山ロープウェイ索道駅の2路線が乗り入れており、両線の接続駅となっている。
1996年から2024年までは、立山トンネルトロリーバスの鉄道駅であったが、2024年11月に鉄道事業としての廃止、翌2025年4月より電気バスに転換され、当駅は事実上の「自動車駅」となった。

## 概要
立山黒部アルペンルートの途中駅で、標高2316mの場所に位置している。駅舎内に各路線ののりばがあるほかは、屋外の展望台や店舗が設けられている。
なお、屋上展望台以外では外に出ることはできず、実質乗り換え専用駅となっている。

## 歴史
- 1965年（昭和40年）11月2日：着工[8]。
- 1970年（昭和45年）7月25日：立山黒部貫光立山ロープウェイの当駅 - 黒部平駅間の開通に伴い[1][2][3]、駅開業[2]。同年4月25日に開業した立山開発鉄道（当時）立山トンネルバス（室堂駅 - 当駅間）[9]と接続。
- 1978年（昭和53年）4月25日：駅舎改良工事竣功[10]。
- 1996年（平成8年）4月23日：室堂駅 - 当駅間のバスがトロリーバス化[1][3][4]、鉄道事業法に基づく鉄道駅となる[11]。
- 2005年（平成17年）10月1日：立山黒部貫光が立山開発鉄道を合併[11]。立山トンネルトロリーバスの駅が同社の駅となる。
- 2024年（令和6年）12月1日：立山トンネルトロリーバスの電気バス転換（鉄道事業の廃止）に伴い、鉄道駅の大観峰駅は廃止される[12][13]。
- 2025年（令和7年）4月15日：立山トンネル電気バスの運行開始により、自動車駅形態での営業を開始。

## ギャラリー

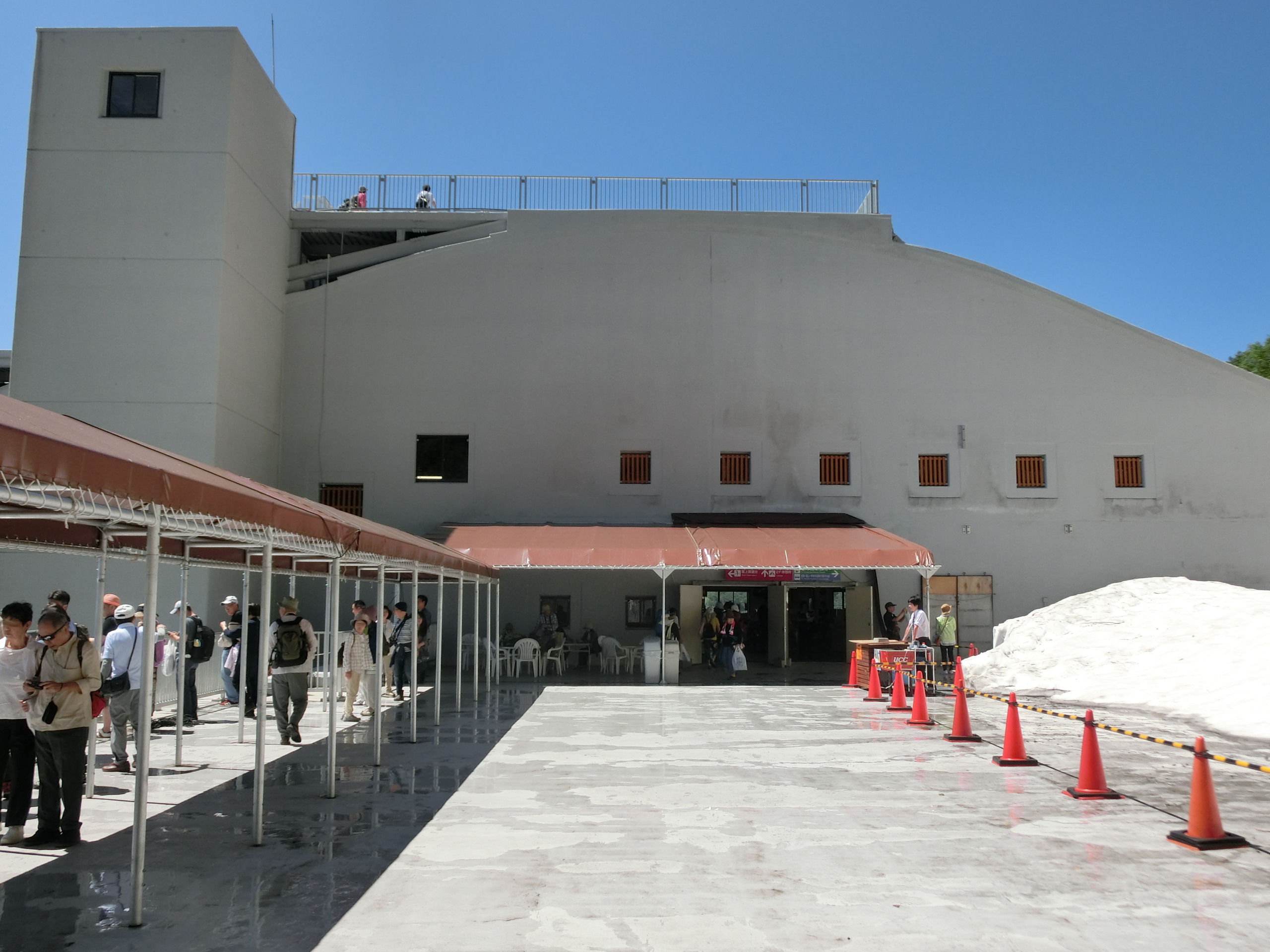
駅舎
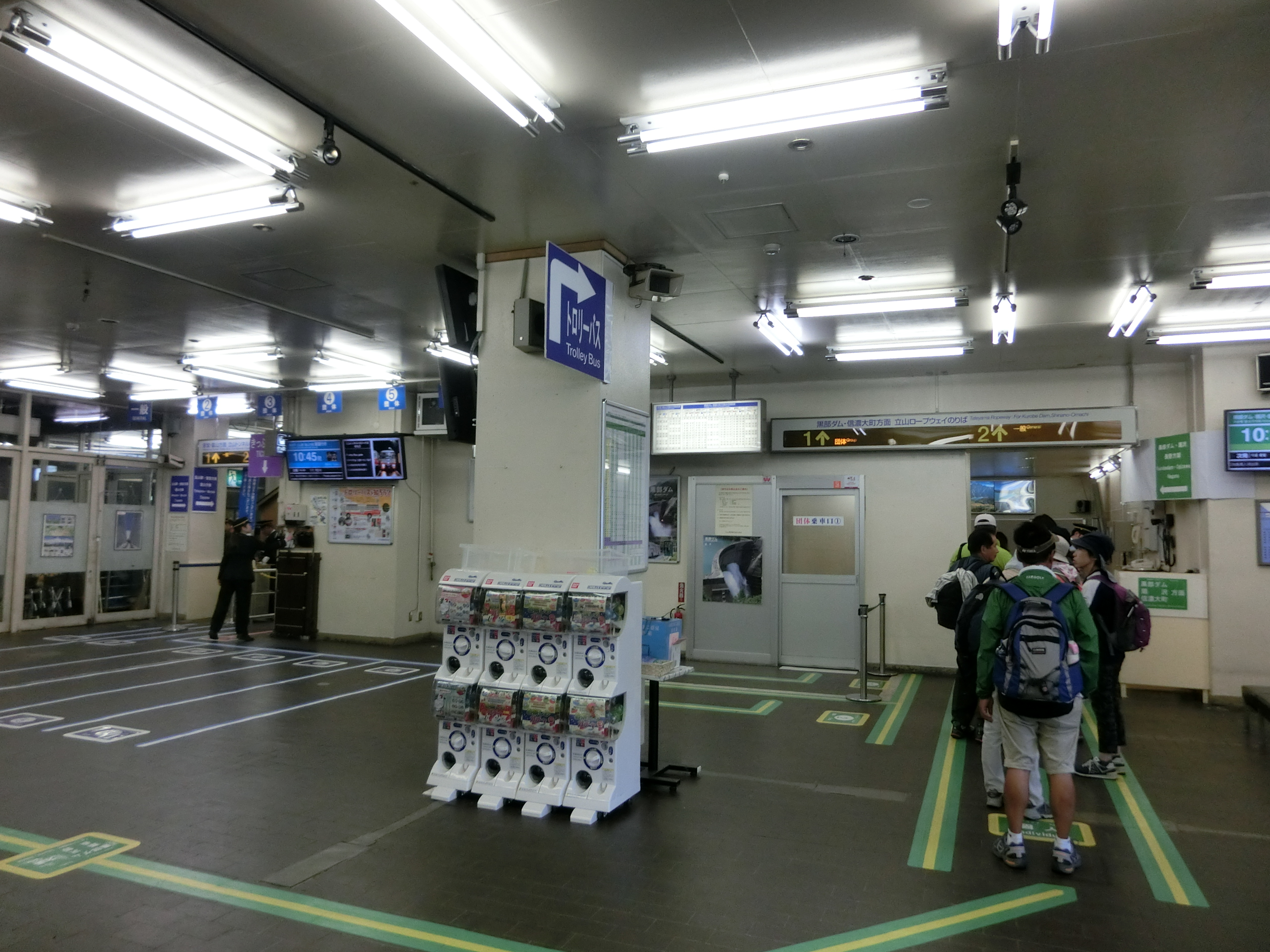
ロープウェイ乗り場入口
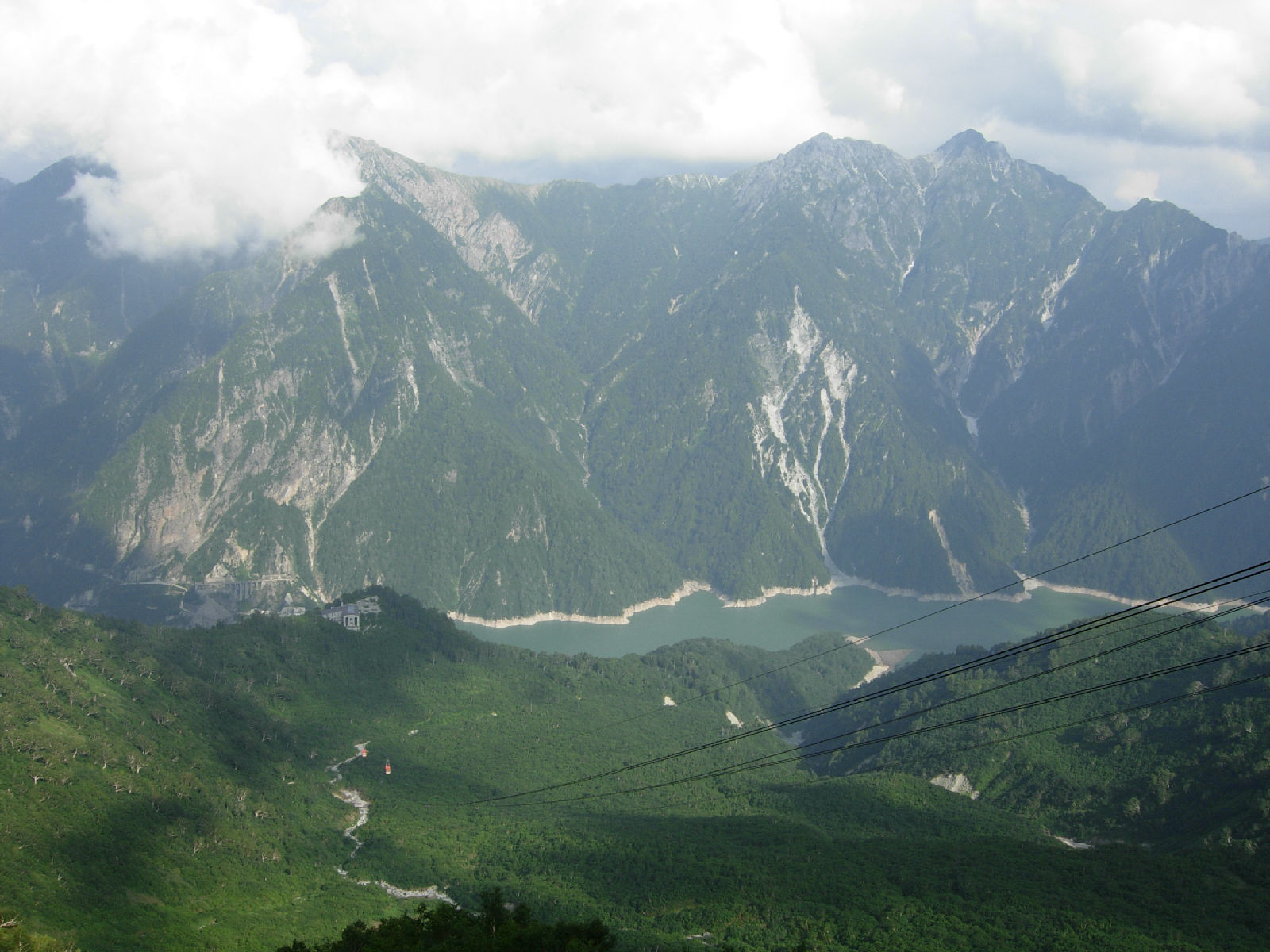
当駅から針ノ木岳、スバリ岳、赤沢岳と黒部湖を望む
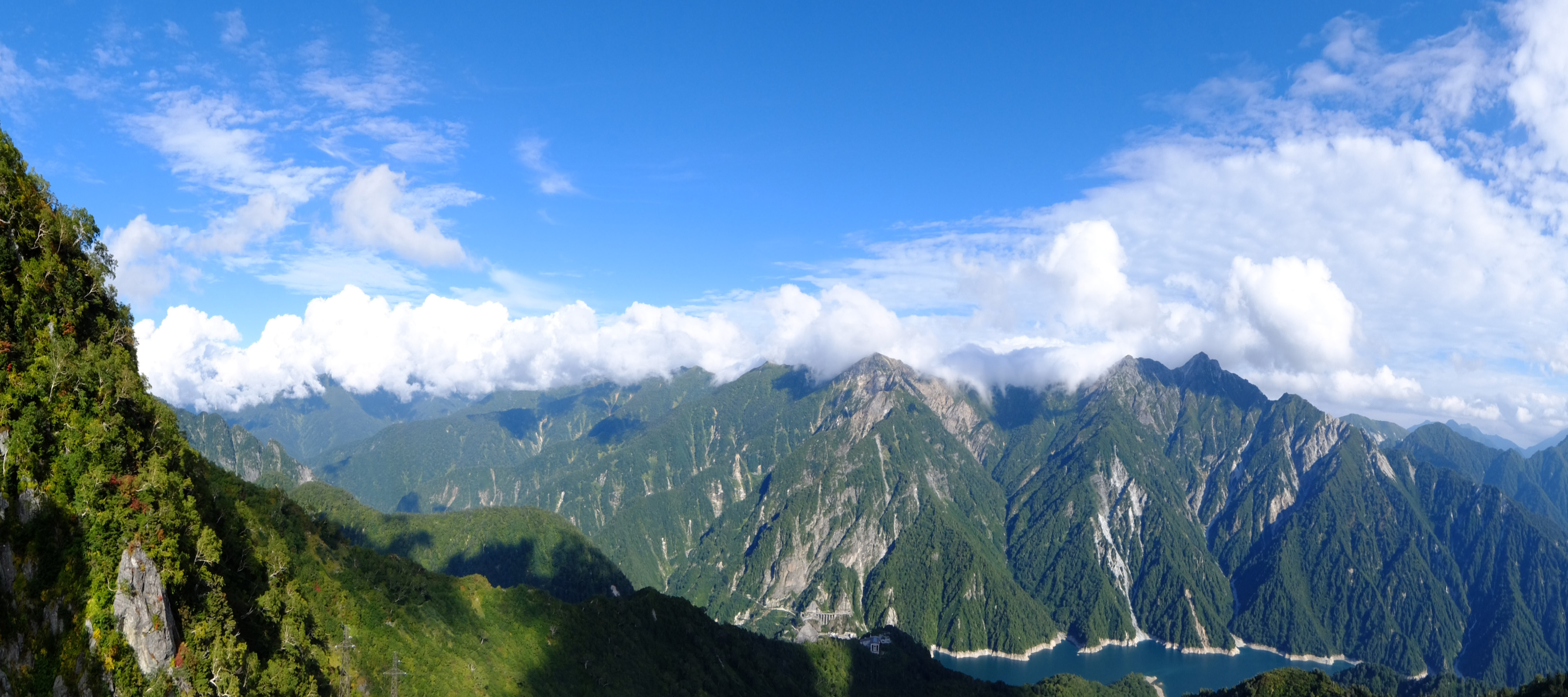
大観峰駅からの景色
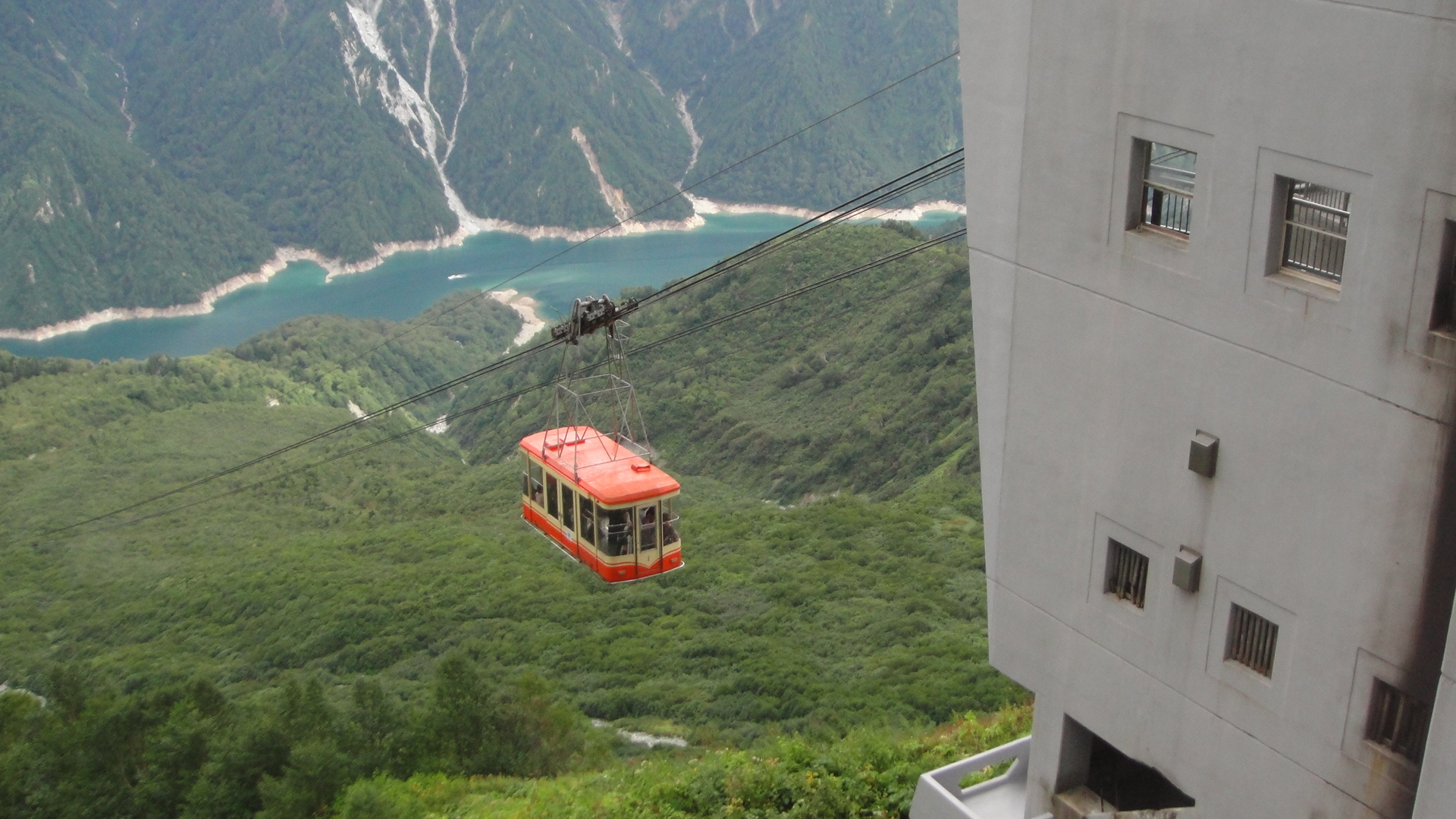
大観峰駅より見たロープウェイ
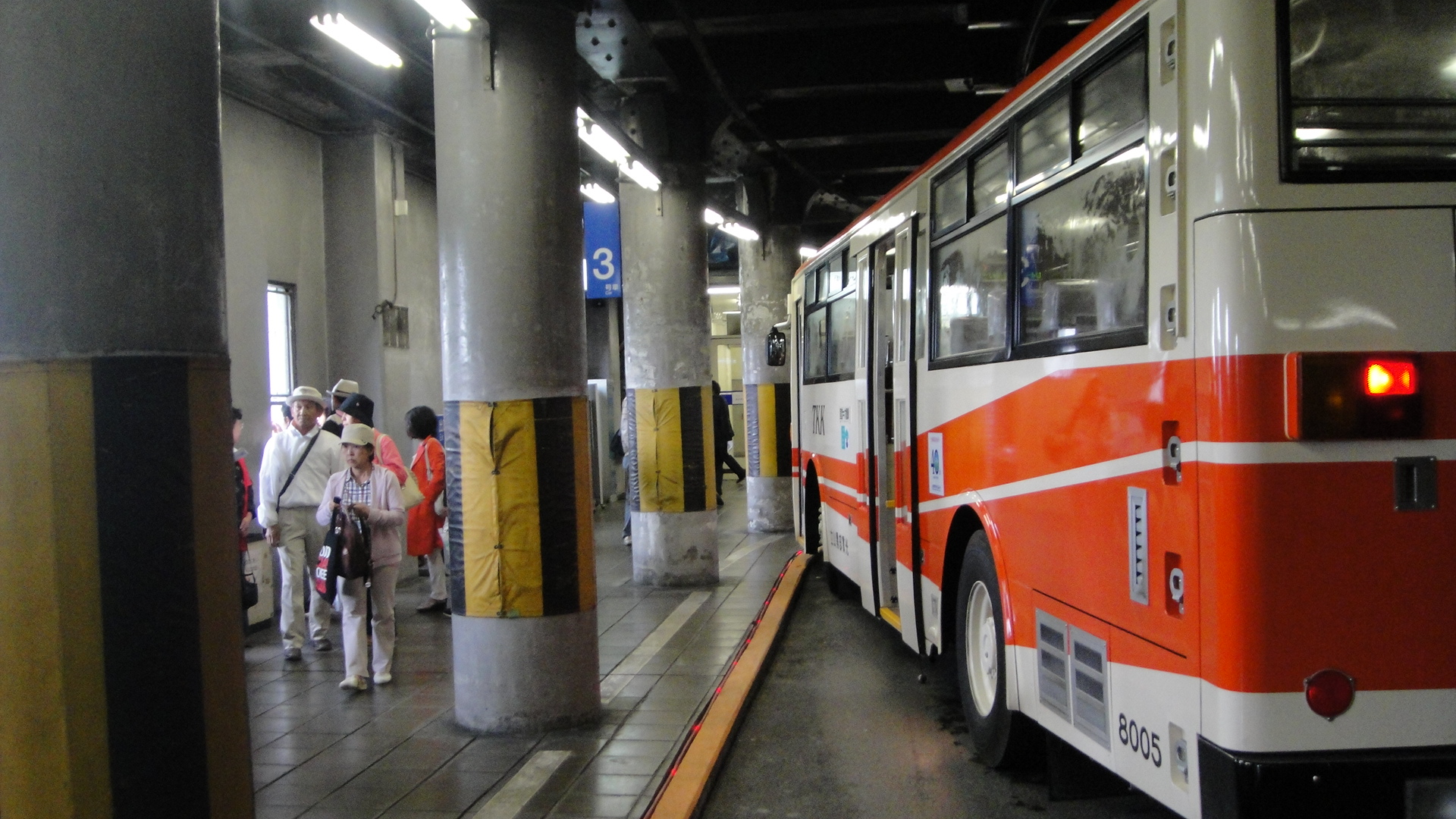
大観峰駅電気バス乗り場 写真はトロリーバス時代。

## 隣の停留所
立山黒部貫光
立山トンネル電気バス
室堂 - 大観峰
室堂駅との間には雷殿駅が存在したが、2013年11月30日に廃止された。

## 隣の駅
立山ロ一プウェイ
大観峰駅 - 黒部平駅